# Waitakere International
Die Waitakere International sind offene neuseeländische internationale Meisterschaften im Badminton. Austragungsort der Titelkämpfe ist Waitakere City. Bei der dokumentierten Austragung konnten Punkte für die Weltrangliste und Preisgeld erspielt werden.

## Die Sieger
| Jahr | Herreneinzel | Dameneinzel | Herrendoppel            | Damendoppel            | Mixed                               |
| ---- | ------------ | ----------- | ----------------------- | ---------------------- | ----------------------------------- |
| 2000 | Lee Hyun-il  | Wang Chen   | Ma Che Kong Yau Tsz Yuk | Chan Mei Mei Wang Chen | Chan Mei Mei Albertus Susanto Njoto |